# Đại học Kyushu
Đại học Kyushu (tiếng Nhật 九州大学 - Kyūshū Daigaku) hay gọi tắt là Kyūdai (九大), là trường đại học công lập lớn nhất đảo Kyūshū, nằm tại thành phố Fukuoka, tỉnh Fukuoka, Nhật Bản.
Mặc dù sự sáp nhập đã làm tăng tính độc lập và tự chủ về tài chính, Đại học Kyushu vẫn chịu sự quản lý một phần bởi Bộ Giáo dục, Văn hoá, Thể thao, Khoa học và Công nghệ (hay gọi tắt là Monbukagakusho hay Monkasho). Có khoảng 1.292 sinh viên quốc tế (ngày 1 tháng 5 năm 2008) theo học tại Trường và là một trong 3 trường có số sinh viên quốc tế đông nhất tại Nhật Bản sau Đại học Tokyo và Đại học Osaka.

## Lịch sử

### Tóm tắt
Sau khi được thành lập vào năm 1903 với tên gọi là Fukuoka Medical College, một cơ sở thuộc Đại học Hoàng gia Kyoto, Đại học Hoàng gia Kyūshū được tách ra vào năm 1911.  
Năm 1947, Đại học Hoàng gia Kyūshū được đổi tên thành Đại học Kyushu.
Tháng 10 năm 2003, Đại học Kyushu và Viện thiết kế Kyūshū chính thức hợp nhất thành một và Viện thiết kế Kyushu (Kyushu Institute of Design) trở thành một khuôn viên của Trường tại Ohashi.
Năm 2004 Đại học Kyushu trở thành đại học quốc gia theo luật mới áp dụng cho tất cả các trường Đại học quốc gia.

### Các mốc thời gian
- Ngày 1 tháng 1 năm 1911, thành lập Đại học Hoàng gia Kyushu, thành lập Khoa Kỹ thuật.
- Ngày 1 tháng 4 năm 1911, trường Y thuộc Đại học Hoàng gia Kyoto tại Fukuoka sáp nhập vào Đại học Hoàng gia Kyushu. Các bộ phận trong Trường cấu trúc lại gồm Khoa Y và khoa Kỹ thuật và thành lập Khoa Nông nghiệp.
- Năm 1924, thành lập Khoa (school) Luật và Văn học, có 2 sinh viên nữ được phép theo học tại khoa này.
- Năm 1939, thành lập Khoa Khoa học.
- Năm 1949, Khoa Luật và văn học tách ra thành bộ môn Văn học, bộ môn Luật và bộ môn Kinh tế. Bộ môn Giáo dục được thành lập từ bộ môn Văn học của trường cấp 3 Fukuoka (Fukuoka high school), Trường Công nghiệp Kurume (Kurume Industrial College), và các đơn vị của Đại học Kyushu cũ.
- Năm 1953, thành lập Khoa sau đại học.
- Năm 1963, thành lập Khoa nghệ thuật.
- Năm 1964, thành lập Khoa Dược.
- Năm 1967, thành lập Khoa Nha.
- Năm 1968, thành lập Viện Thiết kế Kyushu.
- Năm 1994, giải thể Khoa Nghệ thuật.

## Các Trường/Khoa đào tạo đại học và sau đại học

### Khoa đào tạo đại học
- Trường Văn thư (School of Letters)
- Trường Giáo dục (School of Education)
- Trường Luật (School of Law)
- Trường Kinh tế (School of Economics)
- Trường Khoa học (School of Sciences)
- Trường Y (School of Medicine)
- Trường Nha (School of Dentistry)
- Trường Khoa học dược (School of Pharmaceutical Sciences)
- Trường Kỹ thuật (School of Engineering)
- Trường Thiết kế (School of Design)
- Trường Nông nghiệp (School of Agriculture)
- Chương trình thế kỷ 21 (The 21st Century Program)

### Trường/Khoa sau đại học
| Trường sau đại học | Khoa sau đại học |
| - Graduate School of Humanities - Graduate School of Social and Cultural Studies - Graduate School of Human-Environment Studies - Graduate School of Law - Graduate School of Law - English Program - Law School - Graduate School of Economics - Business School - Graduate School of Sciences - Graduate School of Mathematics - Graduate School of Medical Sciences - Graduate School of Dental Science - Graduate School of Pharmaceutical Sciences - Graduate School of Engineering - Graduate School of Design - Graduate School of Information Science and Electrical Engineering - Interdisciplinary Graduate School of Engineering Sciences - Graduate School of Bioresource and Bioenvironmental Sciences - Graduate School of Systems Life Sciences | - Khoa Nhân loại học (Faculty of Humanities) - Khoa nghiên cứu Văn hoá Xã hội (Faculty of Social and Cultural Studies) - Khoa nghiên cứu môi trường - con người (Faculty of Human-Environment Studies) - Khoa Luật (Faculty of Law) - Khoa Kinh tế (Faculty of Economics) - Khoa Văn hoá và Ngôn ngữ (Faculty of Languages and Cultures) - Khoa Khoa học (Faculty of Sciences) - Khoa Toán học (Faculty of Mathematics) - Khoa Y (Faculty of Medical Sciences) - Khoa Nha (Faculty of Dental Science) - Khoa Dược (Faculty of Pharmaceutical Sciences) - Khoa Kỹ thuật (Faculty of Engineering) - Khoa Thiết kế (Faculty of Design) - Khoa Thông tin và Kỹ thuật điện tử (Faculty of Information Science and Electrical Engineering) - Khoa Khoa học Kỹ thuật (Faculty of Engineering Sciences) - Khoa Nông nghiệp (Faculty of Agriculture) |

### Các Viện nghiên cứu
- Medical Institute of Bioregulation
- Research Center for Genetic Information
- Research Center for Prevention of Infectious Diseases
- Research Institute for Applied Mechanics
- Institute for Materials Chemistry and Engineering
- Lưu trữ ngày 5 tháng 4 năm 2009 tại Wayback Machine Asian Law Centre
- Center for Conflict Management

## Các cơ sở
- Maidashi - Fukuoka, thành phố Fukuoka, Higashi, Maidashi -3.
- Hakozaki - Fukuoka, thành phố Fukuoka, Higashi, Hakozaki-6.
- Ohashi - Fukuoka, thành phố Fukuoka, Minami, Shiobaru - 4.
- Rupponmastu - Fukuoka, thành phố Fukuoka, Chuo - Rupponmatsu - 4.
- Ito - thành phố Fukuoka, Nishi và Maebaru.
- Chikushi - Fukuoka, Kasuga, Kasuga koen -6 và Onojo.
- Beppu - tỉnh Oita, Beppu.

### Maidashi
Đường phố
Thường thì trong khuôn viên của các Đại học Hoàng gia sẽ được đặt các tượng của những người nổi tiếng từng học tập và công tác tại trường, nhưng khuôn viên Đại học Kyushu ở Maidashi thì tên của họ được đặt cho đường phố (dōri).

GS.,TS.Takeya Hiroshi

- Ohmori dōri (大森通り '?)
- Miyairi dōri (宮入通り '?)
- Kubo dōri (久保通り '?)
- Hashimoto - 橋本通り (Hashimoto dōri?)
- Inada - (稲田通り Inada dōri?)
- Tawara (田原通り Tawara dōri?)

Tượng
- GS.,TS.Takeya HiroshiGS.,TS.Takeya Hiroshi

### Ito

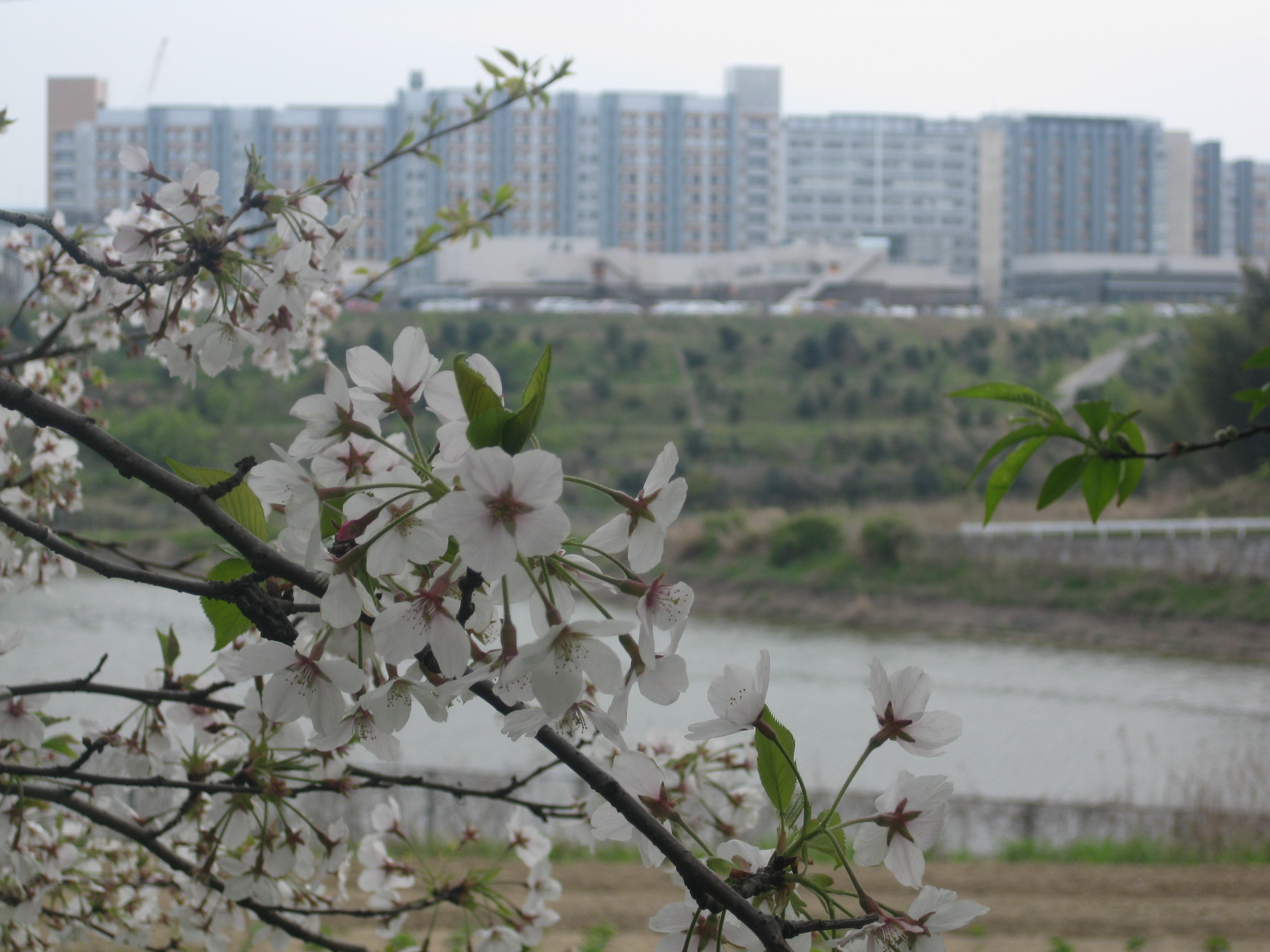
Cơ sở tại Ito

## Cựu sinh viên nổi tiếng

### Tiến sĩ Y học
- Hashimoto Hakaru (橋本策 '?)

### Khác
- Kyoichi Katayama
- Yasushi Inoue
- Koichi Wakata (若田 光一):cosmonaut
- Toshio Shimao
- NAKAGAWA, Ichiro (中川一郎):statesman
- Tomihisa Taue

## Giáo sư từng công tác

### Tiến sĩ Y học
- Ohmori Harutoyo (大森治豊 '?)
- Ryukichi Inada (稲田龍吉 Inada Ryukichi?)
- Tawara Sunao (田原淳 '?)
- Takeya Hiroshi (武谷廣 '?)